# Cacopsylla
Genre
Cacopsylla, du grec kakos, « mauvais » et psulla « puce », est un genre d'insectes suceurs appartenant à la famille des Psyllidae et regroupant la majorité des psylles nuisibles aux arbres fruitiers. Il en existe une cinquantaine d'espèces ayant chacune son "hôte" privilégié.

## Description
Ils mesurent de 1,5 à 6 mm et ont une forme massive, ramassée ressemblant à de minuscules cigales aux antennes plus longues, à tête large avec antennes fines de 10 articles.
Ils ont 2 lobes céphaliques saillants frontaux (cônes frontaux très développés chez le Psylle du frêne).
Ils disposent de 3 ocelles et 2 gros yeux latéraux très saillants chez certaines espèces.
Leur rostre robuste, souple s'étend entre les pattes intermédiaires.
Le thorax très développé est massif et ramassé.
Ils ont des ailes membraneuses inégales : ailes antérieures à nervation simplifiée mais marquée; ailes postérieures plus petites et nervation réduite.
Ils sont très actifs, se déplaçant par sauts (fémurs postérieurs renflés) et vols brefs.

## Reproduction
Les larves, ovales, plates, avec des filaments de cire à l'extrémité postérieure, se développent en 5 stades, au fur et à mesure desquels le nombre des articles des antennes (2 au départ) s'accroît et les ébauches alaires deviennent de plus en plus visibles.
Les psylles produisent un abondant miellat.

## Espèces
- Cacopsylla abdominalis
- Cacopsylla affinis
- Cacopsylla alaterni
- Cacopsylla albipes
- Cacopsylla ambigua
- Cacopsylla atlantica
- Cacopsylla bagnalli
- Cacopsylla bidens
- Cacopsylla breviantennata
- Cacopsylla brunneipennis
- Cacopsylla consobrina
- Cacopsylla corcontum
- Cacopsylla crataegi, Psylle de l'aubépine
- Cacopsylla cretica
- Cacopsylla elaeagnicola
- Cacopsylla elegans
- Cacopsylla elegantissima
- Cacopsylla elegantula
- Cacopsylla elsholtziae
- Cacopsylla exima
- Cacopsylla fasciata
- Cacopsylla flori
- Cacopsylla groenlandica
- Cacopsylla hippophaes
- Cacopsylla incerta
- Cacopsylla intacta
- Cacopsylla intermedia
- Cacopsylla iteophila
- Cacopsylla ledi
- Cacopsylla limbata
- Cacopsylla mali, Psylle du pommier
- Cacopsylla mariannae
- Cacopsylla melanoneura
- Cacopsylla moscovita
- Cacopsylla myrthi
- Cacopsylla myrtilli
- Cacopsylla nigrita
- Cacopsylla notata
- Cacopsylla palmeni
- Cacopsylla parvipennis
- Cacopsylla peregrina
- Cacopsylla permixta
- Cacopsylla perrieri
- Cacopsylla picta
- Cacopsylla propinqua
- Cacopsylla pruni
- Cacopsylla pulchella, Psylle de l'Arbre de Judée
- Cacopsylla pulchra
- Cacopsylla pyri, Psylle commun du poirier à l'origine du dépérissement du poirier.
- Cacopsylla pyricola
- Cacopsylla pyrisuga
- Cacopsylla rhamnicola
- Cacopsylla rhododendri
- Cacopsylla saliceti
- Cacopsylla saligna
- Cacopsylla sorbi, Psylle du sorbier